# أدوبي آر جي بي (فضاء لوني)
أدوبي آر جي بي (فضاء لوني) أو أو بي آر جي بي (opRGB) (بالإنجليزية: Adobe RGB color space)‏هي مساحة لونية تم تطويرها بواسطة شركة أدوبي. في عام 1998. وقد تم تصميمها لتشمل معظم الألوان التي يمكن تحقيقها على طابعات الألوان CMYK ، ولكن باستخدام ألوان RGB الأساسية على جهاز مثل شاشة كمبيوتر. تشتمل مساحة ألوان أدوبي آر جي بي على ما يقرب من 50٪ من الألوان المرئية المحددة بواسطة مساحة ألوان الفضاء اللوني إل آ بيه، مما يؤدي إلى تحسين التدرج اللوني لمساحة ألوان sRGB، بشكل أساسي بدرجات اللون الأخضر السماوي. تم توحيده لاحقًا بواسطة اللجنة الكهروتقنية الدولية مع اسم opRGB (مساحة اختيار الوان النموذج اللوني أحمر أخضر أزرق) ويتم استخدامه في HDMI.

## خلفية تاريخية
ابتداءً من عام 1997، كانت شركة أدوبي تبحث في إنشاء ملفات تعريف ICC [الإنجليزية] التي يمكن للمستهلكين استخدامها جنبًا إلى جنب مع ميزات إدارة الألوان الجديدة في فوتوشوب. نظرًا لأنه لم يكن لدى العديد من التطبيقات في ذلك الوقت إدارة ألوان ICC [الإنجليزية]، لم يتم شحن معظم أنظمة التشغيل بملفات تعريف مفيدة.
قرر توماس نول، المطور الرئيسي لبرنامج فوتوشوب، إنشاء ملف تعريف ICC حول المواصفات التي وجدها في وثائق معيارجمعية مهندسي الصور المتحركة والتلفزيون، مع اقتراب إصدار فوتوشوب الإصدار الخامس، اتخذت شركة أدوبي قرارًا بتضمين الملف الشخصي في البرنامج.